# Brasserie de Bouillon
Vous pouvez aider à l'améliorer ou bien discuter des problèmes sur sa page de discussion.
- Il ne cite pas suffisamment ses sources. Vous pouvez indiquer les passages à sourcer avec {{référence nécessaire}} ou {{Référence souhaitée}}, et inclure les références utiles en les liant aux notes de bas de page. (Marqué depuis mars 2021)
- Il contient une ou plusieurs listes. Le texte gagnerait à être rédigé sous la forme d’un ou plusieurs paragraphes synthétiques, afin d’être plus agréable à lire. (Marqué depuis mars 2021)

- Archive Wikiwix
- Bing
- Cairn
- DuckDuckGo
- E. Universalis
- Gallica
- Google
- G. Books
- G. News
- G. Scholar
- Persée
- Qwant
- (zh) Baidu
- (ru) Yandex
- (wd) trouver des œuvres sur Wikidata

La Brasserie de Bouillon est une brasserie artisanale belge située à Sensenruth dans la commune de Bouillon au sud-ouest de la province de Luxembourg.

## Histoire
En octobre 1994, un magasin de fruits, légumes et fromages est ouvert à Bouillon. Très vite, quelques bières se rapportant aux fromages locaux y sont vendues. La proximité de la frontière française aidant, les ventes de bières augmentent et le choix s'étoffe rapidement.
En 1996, les propriétaires du magasin, Jacques Pougin et Nathalie Louis, créent leur première bière : la Cuvée de Bouillon qu'ils font brasser dans une brasserie de la province de Namur. Cette bière rencontre un grand succès.
En juin 1998, la brasserie de Bouillon voit le jour. Le brassage se fait à la vue de la clientèle. La production augmente. La Médiévale puis d'autres bières sont créées. Les locaux devenant trop exigus, la brasserie emménage le long de la N.89 à Sensenruth, un village de la commune de Bouillon en juin 2005.

## Bières
La brasserie artisanale produit actuellement quatre bières régulières et trois bières de saison :
- Cuvée de Bouillon, bière blonde aux arômes de coriandre, citron et orange, non filtrée et refermentée en bouteille titrant 6,5 % en volume d'alcool.
- La Médiévale, bière ambrée pur malt, non filtrée et refermentée en bouteille titrant 6 % en volume d'alcool.
- La Bouillonnaise, bière brune pur malt, non filtrée et refermentée en bouteille titrant 7 % en volume d'alcool.
- Blanche de Bouillon, bière blanche non filtrée et refermentée en bouteille titrant 5,5 % en volume d'alcool.
- La Spéciale Fêtes, bière brune de Noël de haute fermentation titrant 8,5 % en volume d'alcool.
- La Saison des Chasses Blonde, bière de saison titrant 6 % en volume d'alcool.
- La Saison des Chasses Ambrée, bière de saison titrant 7 % en volume d'alcool.

La brasserie produit aussi plusieurs bières à façon parmi lesquelles La Sarrasine, Jack'Ouille, La Pétasse, Régiment Chasseurs ardennais, La Noire Fontaine et La Tontelinette.